# Wim Botman
Wim Botman (Zaanstad, 17 d'agost de 1985) és un ciclista neerlandès, que va ser professional entre 2004 i 2013.

## Palmarès
- 2006
  - 1r a la Dorpenomloop Drenthe
- 2007
  - 1r a la Volta a Limburg
- 2009
  - Vencedor d'una etapa al Tour de Faso
- 2011
  - Vencedor d'una etapa a la Volta a Indonèsia